# Сигмунд (мифология)
Си́гмунд (др.-сканд. Sigmundr), Зи́гмунд (ср.-в.-нем. Sigemunt, нем. Siegmund) — в германо-скандинавской мифологии один из персонажей героических сказаний, конунг (король), представитель рода Вёльсунгов, отец Сигурда.

## Этимология
Sigmund (как одна из форм Siegmund) происходит от двух древневерхненемецких слов: sigu (или Sieg, «победа») и munt («защита», «покровительство») и может быть переведен как «победоносный защитник (покровитель)».

## Историческая основа образа
Прообразом мифического Сигмунда мог послужить бургундский король Сигимунд (или Сигизмунд), правивший в начале VI века и виновный в убийстве собственного сына Сигирика (или Сигириха). Вместе с тем не представляется возможным провести какие-либо исторические параллели от реальных событий того времени к сюжетной линии сказаний, являющихся результатом художественного вымысла их авторов.

## Сигмунд в «Саге о Вёльсунгах»

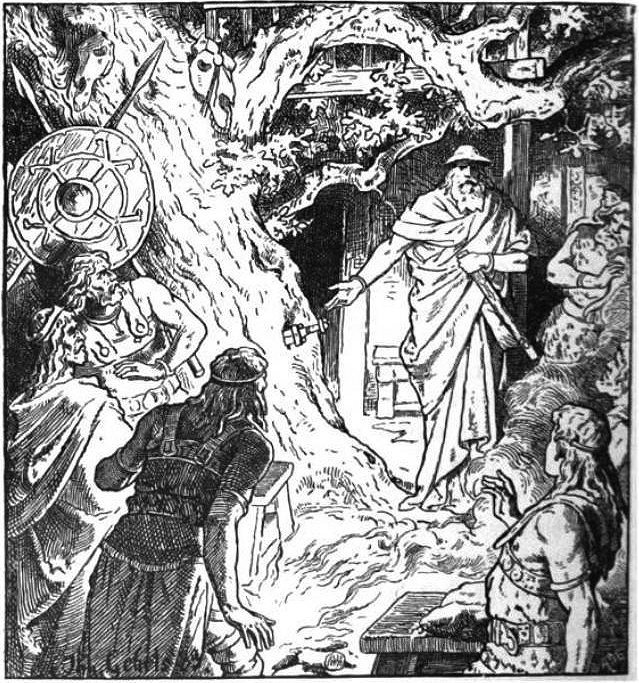
Один оставляет будущий меч Сигмунда

Сигмунд является одним из главных героев «Саги о Вёльсунгах», в которой о его происхождении, жизни и смерти рассказывают первые 11 глав.
Свою родословную Сигмунд вёл от самого верховного бога Одина, чей сын Сиги, внук Рери и правнук Вёльсунг были конунгами в земле гуннов. У Вёльсунга в браке с валькирией Хльод, дочерью ётуна Хримни, родился Сигмунд и его сестра-близнец Сигни, а потом ещё 9 сыновей. Во время брачного пира Сигни и конунга Гаутской земли Сиггейра среди пирующих появился высокий одноглазый старик и со словами «Тот, кто этот меч вытащит из ствола, получит его от меня в дар, и сам он в том убедится, что никогда не держал в руках лучшего меча» вонзил свой меч по самую рукоять в росшую посреди дома яблоню. Единственным из присутствующих, кому это удалось сделать, оказался Сигмунд.
Поскольку Сигмунд отказался продать этот меч Сиггейру, последний решился на месть за полученную обиду и напал со своим войском на дружину приглашённого им в гости Вёльсунга, который и погиб в битве вместе со своими людьми. Братьев Сигмунда, захваченных в плен, загрызла мать Сиггейра, на ночь превращавшаяся в волчицу, и лишь Сигмунд смог умертвить её и скрыться в лесу, где и пробыл долгое время. Дважды присылала ему Сигни, втайне узнавшая о его местонахождении, своих десятилетних сыновей от Сиггейра, чтобы Сигмунд вырастил из них настоящих воинов и отомстил за отца и братьев. И дважды убивал он их по совету матери, поскольку те не смогли пройти испытания. Тогда Сигни поменялась обликом с одной колдуньей и зачала от ничего не ведавшего Сигмунда третьего сына — Синфиотли, который своими качествами пошёл в отца и стал его соратником.
Спустя какое-то время Сигмунд при помощи Синфиотли смог, наконец, убить Сиггейра и по возвращению на родину стал конунгом и стяжал себе славу великого воина. От первого брака с Боргхильд, которую Сигмунд позднее изгнал за то, что та из мести за своего брата отравила Синфиотли, у него родились сыновья Хельги и Хамунд. Второй женой Сигмунда стала дочь конунга Хьёрдис, родившая ему Сигурда. Однако, увидеть сына ему уже не довелось: Сигмунд, будучи «очень стар годами», пал в очередной битве, когда по воле Одина, появившегося на поле боя в образе одноглазого старика с копьём в руках, валькирии оставили его без защиты. А меч Сигмунда, названный им Грам и доставшийся потом Сигурду, едва коснувшись оружия Одина, разлетелся на две половинки. Позднее — по-видимому, в честь отца — Сигурд назвал своего собственного сына Сигмундом.

## Сигмунд в Эдде и сагах
Тексты «Старшей Эдды» были одним из источников, на которые опирался автор «Саги о Вёльсунгах» при её написании, сведя разрозненную информацию об этом роде в единое повествование и дополнив её новыми деталями. Вместе с тем в «Старшей Эдде» можно встретить некоторые упоминания о Сигмунде, позднее не вошедшие в сагу. Так, например, во «Второй Песни о Хельги Убийце Хундинга» говорится, что род Сигмунда назывался Вёльсунги и Ильвинги. Там же (строфа 1) в роли мстителя за Сигмунда выступает его сын Хельги.
В сказании «О смерти Синфьётли» ещё раз подчёркивается, что «Сигмунд и все его сыновья намного превосходили всех прочих мужей силой, ростом, мужеством и всеми доблестями», а в «Песне о Хюндле» передаётся история о том, как меч Одина попал к Сигмунду. В «Речах Эйрика» передан диалог Сигмунда и Одина, а Синфиотли и Сигурд названы сводными братьями; кроме того из текста видно, что Сигмунд и Синфиотли после смерти попали в небесный чертог для героев Вальхаллу. В «Речах Фафнира» и в «Пророчестве Грипира» Сигурд называет себя сыном Сигмунда, а в других частях это делает автор повествования.
В «Младшей Эдде» («Язык поэзии», часть 51) упоминается, что «Сигмунд, сын Вёльсунга, был столь могуч, что мог пить яд без вреда для себя».

## Сигмунд в «Саге о Тидреке из Берна»
«Сага о Тидреке из Берна»» повествует в главах 152—161 о Сигмунде, сыне Сивьяна (др.-сканд. Sifjan), конунге страны Тарлунгаланд (др.-сканд. Tarlungaland — возможно, находилась на территории будущей Саксонии), «могущественном муже и великом правителе»:
Сигмунд взял себе в жёны дочь испанского конунга Сисибе (др.-сканд. Sisibe). Пока Сигмунд был со своим войском в походах, его приближённый Артвин (др.-сканд. Artvin), которого он оставил управлять своими владениями, пожелал занять его трон и сделать Сисибе своей женою. Поскольку королева воспротивилась этим намерениям, она была оклеветана перед вернувшимся супругом и должна была лишиться языка и провести остаток жизни в глухом лесу. Там Сисибе родила сына — Сигурда — и умерла, а Сигмунд, так и не узнавший об этом, «остался в своём государстве» и о его дальнейшей судьбе ничего больше не сообщается.

## Зигмунд в «Песне о Нибелунгах»
В «Песне о Нибелунгах» Зигмунд называется королём Нидерландов со столицей в Ксантене на нижнем Рейне. В браке с Зиглиндой у него рождается сын Зигфрид, который годы спустя сменяет отца на королевском престоле. Поскольку повествование концентрируется в основном на фигуре Зигфрида, персонаж его отца, являющегося мудрым советчиком юного героя, выполняет явно второстепенную функцию и практически не имеет собственной сюжетной линии. Любопытно, что собственного сына Зигфрид называет не именем отца (как Сигурд Вёльсунг), а дяди — Гунтер. Потрясённый преждевременной смертью Зигфрида Зигмунд готов отомстить за него, и только из-за уговоров его невестки Кримхильды эти намерения не осуществляются.

## Интерпретации и значение

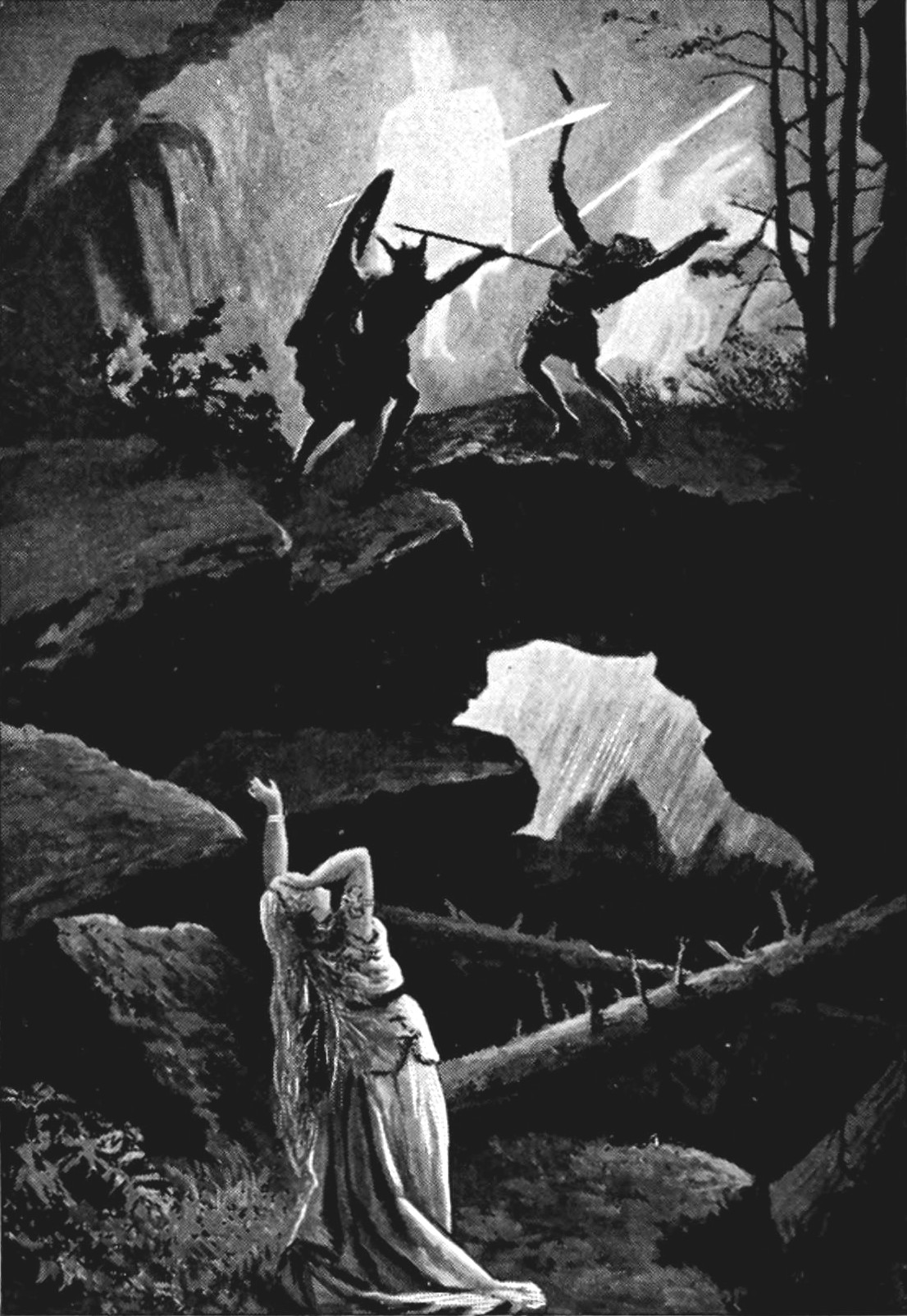
Поединок Хундинга и Зигмунда («Валькирия»)

В англосаксонском эпосе «Беовульф» Сигмунд заступает на место Сигурда и сам является победителем дракона и завоевателем его клада. Возможно, эта версия была первоначальной и лишь позднее обросла новыми подробностями.
Раненый в своём последнем сражении Сигмунд отвергает помощь Хьёрдис, поскольку боги оставили его и его меч, данный ему Одином, им же и разрушен. В образе Сигмунда отображается судьба любимцев Одина: те, к кому бог благосклонен, позднее становятся его жертвой. Возможно это делается с единственной целью: Одину нужны его люди, его избранники в преддверии дня Рагнарёк.
В немецкой сказке «Чудеснейшая история о роговом Зигфриде», действие которой в целом сходно с «Песней о Нибелунгах», отец главного героя называется Зигхард (нем. Sieghard).
Зигмунд — один из центральных персонажей «Валькирии», второй части тетралогии Рихарда Вагнера «Кольцо нибелунга». В либретто, в котором автор достаточно вольно смешивал и изменял сюжеты германских и скандинавских сказаний, Зигмунд — сын Вотана (Одина); свой меч (названный здесь Нотунг, нем. Nothung) он вынимает из ствола ясеня в доме Зиглинды, оказывающейся его сестрой-близнецом и позднее родившей от него Зигфрида. В поединок Зигмунда и Хундинга, мужа Зиглинды, вмешивается Вотан и решает его в пользу последнего (и здесь меч героя разбивается о копьё бога).